# Emmet Fox
Pour les articles homonymes, voir Fox.
Emmet Fox (30 juillet 1886 - 13 août 1951) est une des principales figures de la mouvance de la Nouvelle Pensée (New Thought) au sein du christianisme américain. Pasteur de la Science divine, il est essentiellement connu pour ses écrits spirituels prônant la pensée positive. Il eut une influence importante sur les débuts des Alcooliques anonymes aux États-Unis.

## Biographie
Emmet Fox naît le 30 juillet 1886 en Irlande d'un père à la fois médecin et membre du Parlement. Celui-ci meurt avant que son fils atteigne ses dix ans. Emmet Fox fait des études supérieures à l'institution jésuite Stamford Hill près de Londres et devient ingénieur en électricité. Depuis l'adolescence, il s'intéresse à la guérison par la pensée et la prière, et étudie le mouvement de la Nouvelle Pensée. Il fait la connaissance d'un de ses auteurs majeurs, Thomas Troward.
Emmet Fox assiste à la réunion de l'Alliance internationale de la Nouvelle Pensée en 1914 à Londres. Il donne sa première conférence sur la Nouvelle Pensée au Mortimer Hall à Londres en 1928. Il se rend aux États-Unis et en 1931 succède à James Murray comme pasteur de l'Église de la science divine à New York. Il est ordonné par Nona Brooks, une des dirigeantes de cette organisation religieuse.
De nombreuses personnes assistent aux sermons et conférences d'Emmet Fox consacrés au sens spirituel de la vie. Sa popularité est telle que l'historienne Beryl Satter parle de « triomphe de la Science divine dans les années 1930 sous la direction d'Emmet Fox ». Le pasteur recommande de traiter les problèmes par ce qu'il appelle la prière scientifique, à savoir une affirmation positive de ce qui doit être, puis de s'en remettre à Dieu en focalisant sa pensée sur lui : « L'essentiel est de ne plus penser à ce qui vous préoccupe. La règle veut que vous pensiez à Dieu, à Lui Seul, et si vous songez à vos difficultés, vous ne pensez pas à Lui. Regarder toujours derrière vous pour voir ce que deviennent vos affaires, est fatal, parce que c'est penser à vos soucis, et vous ne devez penser qu'à Dieu et qu'à Lui. Votre objet est de chasser la pensée qui vous préoccupe de votre conscience, pour quelques instants au moins, pour lui substituer l'idée de Dieu. Voilà le point capital. »
Emmet Fox explique également que « l’amour est de beaucoup ce qu’il y a de plus important. C’est la Porte d’Or du Paradis (…) L’amour est invincible. Il n’existe pas de difficultés qu’assez d’amour ne puisse vaincre, pas de maladie qu’assez d’amour ne sache guérir, pas de porte qu’assez d’amour ne puisse ouvrir, pas de précipice qu’assez d’amour ne soit capable de franchir, pas de mur qu’assez d’amour ne puisse abattre, pas de péché qu’assez d’amour ne rachète. Si grave que soit votre préoccupation, si désespérés que soient les apparences, si embrouillé que paraisse votre problème, si grande que soit votre faute, qu’importe ! Rien de tout cela ne subsistera si vous prenez suffisamment conscience de ce qu’est l’amour. Si vous pouviez aimer assez, vous seriez l’être le plus heureux, le plus fort du monde. »
La secrétaire de Fox se trouve être la mère d'un des collaborateurs de Bill Wilson, cofondateur des Alcooliques anonymes. C'est ainsi que les premiers groupes d'Alcooliques anonymes se mettent à assister aux conférences du pasteur qui les encourage à vaincre leurs problèmes via la pensée positive. Ses écrits, particulièrement Le sermon sur la montagne, deviennent alors populaires au sein du mouvement. Selon Igor S. (AA Gravepine), « Emmet Fox mettait l'accent sur le fait que les pensées étaient la réalité et qu'une personne ne pouvait avoir une mentalité d'un certain type et une vie d'un autre type. Selon Fox, si nous voulons changer nos vies, nous devons changer d'abord nos pensées. Nombre de ses affirmations ont contribué à la philosophie des AA qui a transformé la vie de millions d'alcooliques. »
Emmet Fox rend l'âme le 13 août 1951 en France.
Les livres et brochures d'Emmet Fox ont été édités et distribués sur une vaste échelle. Parmi ses œuvres les plus connues, Le sermon de la montagne a été édité à plus de 600 000 exemplaires et Le pouvoir par la pensée constructive à plus de 500 000 exemplaires. Beryl Satter cite Le sermon de la montagne comme un best-seller des années 1930 et lui attribue un rôle important dans la diffusion de la Nouvelle Pensée parmi la population américaine. Selon elle, cet ouvrage, ainsi que Le pouvoir par la pensée constructive, eurent une influence positive sur les Américains pendant les années de la Grande Dépression.

## Citations
« Pourquoi donc le Message du Christ fut-il si mal accueilli des prêtres de Jérusalem? Parce qu'ils possédaient de "grands biens": leur science de rabbins, les honneurs publics, leur autorité sur la foule, les fonctions officielles importantes attachées à leurs titres. »
« Pourquoi aidons-nous nos semblables ? Parce qu'ils offrent une occasion d'exprimer notre amour. »
« C'est dans le choix que nous faisons de nos pensées que réside notre liberté. »

#### Ouvrages d'Emmet Fox
- (fr) Emmet Fox, Le Sermon sur la montagne : La Clef du succès dans la vie, Astra, 1996, 157 pages  (ISBN 290021906X)
- (fr) Emmet Fox, Les Dix Commandements, Astra, 1991, 160 pages  (ISBN 2900219035)
- (fr) Emmet Fox, Vers la plénitude et la joie, Astra, 1996, 336 pages  (ISBN 2900219140)
- (fr) Emmet Fox, Le pouvoir par la pensée constructive, Astra, 1991, 270 pages  (ISBN 2900219094)
- (fr) Emmet Fox, Changez votre vie, Astra, 1996, 151 pages  (ISBN 2900219310)
- (fr) Emmet Fox, Évidences : Les lois de la vie et leur application, Astra, 1996, 222 pages  (ISBN 2900219213)
- (fr) Emmet Fox, Réussite et Personnalité, Astra, 1991, 224 pages  (ISBN 2900219272)
- (fr) Emmet Fox, Diagrammes pour vivre heureux, Astra, 1996, 253 pages  (ISBN 2900219019)

#### Autres références
- Jean Prieur, Emmet Fox, un mystique moderne, édition Le Temps présent, Collection: Mutation, (2010).
- (en) Beryl Satter, Each Mind a Kingdom, University of California Press, 1997, 388 pages  (ISBN 0520229274)
- (en) JoAnn Corsiatto, Emmet Fox - His Life Story, SPS Publications, 2004  (ISBN 1881099350)
- (en) Igor S., Emmet Fox and Alcoholics Anonymous, AA Grapevine, 1996 [lire en ligne]
- (en) The Emmet Fox Resource Center.